# چاک ئی.چیز
چاک ئی. چیز (به انگلیسی: Chuck E. Cheese) یک شرکت رستوران‌های زنجیره‌ای آمریکایی است، که در سال ۱۹۷۷ توسط نولان باشنل تأسیس شد.